# Ian Wynne
Ian Wynne (ur. 30 listopada 1973) – brytyjski kajakarz. Brązowy medalista olimpijski z Aten.
Brał udział w dwóch igrzyskach (IO 00, IO 04). W 2004 zajął trzecie miejsce w rywalizacji kajakarzy w jedynce na dystansie 500 metrów. W tym samym roku był drugi na mistrzostwach Europy w jedynce na dystansie 500 metrów i trzeci w dwójkach na dystansie 1000 metrów.